# Eichsler Umgang

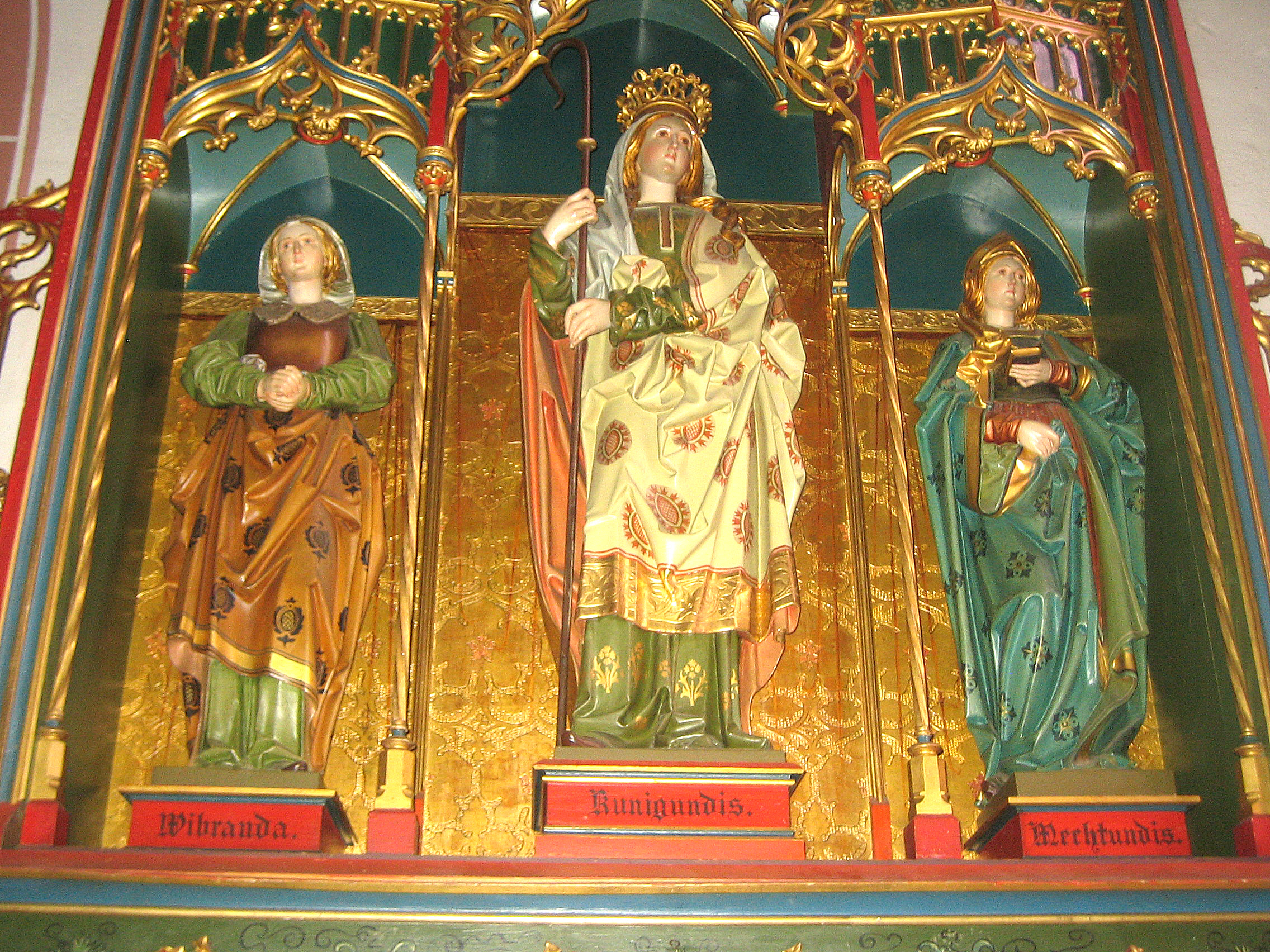
Seitenaltar in der St.-Gallus-Kirche in Obereichsel mit den drei heiligen Jungfrauen

Der Eichsler Umgang ist eine traditionelle Prozession in der Gemeinde Eichsel auf dem Dinkelberg, heute ein Ortsteil von Rheinfelden (Baden).

## Die Legende der drei heiligen Jungfrauen

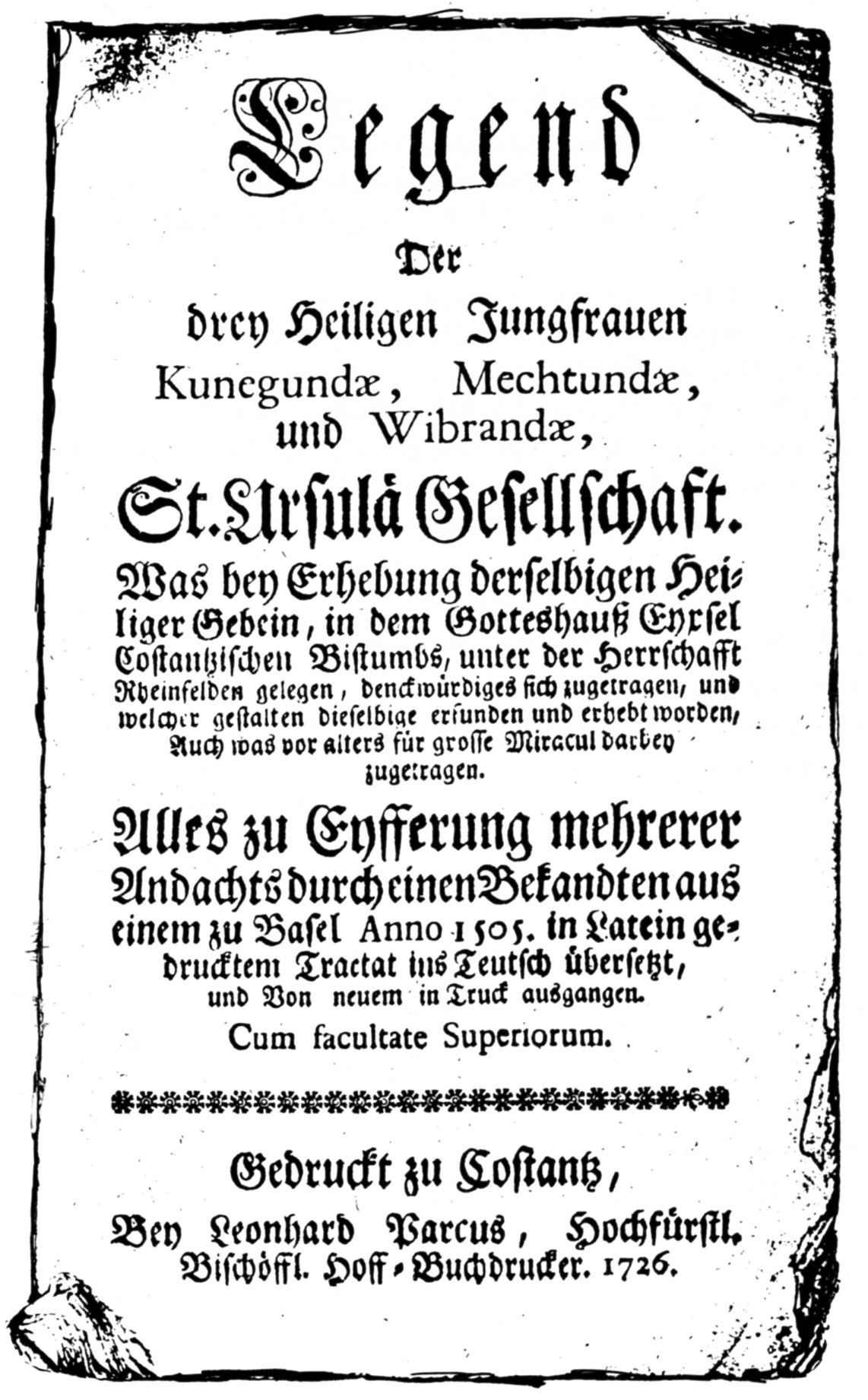
Titelseite der 1726 gedruckten Legende der drei heiligen Jungfrauen von Eichsel

Bereits die erste Erwähnung der Ende des 12. Jahrhunderts erbauten gotischen Kirche St. Gallus in Obereichsel (von der jedoch nur der Turm erhalten ist) erfolgte in Zusammenhang mit der Verehrung der heiligen drei Jungfrauen Kunigunde, Mechtrudis und Wibranda. Über die drei Jungfrauen ist nur wenig bekannt. Sie sollen etwa im 9./10. Jahrhundert, also noch in der Zeit der Karolinger, gelebt haben. Die Legende besagt, dass die drei Frauen zu den Anhängern und Märtyrern der heiligen Ursula von Köln gehörten, die von England nach Deutschland reisten, um die heiligen Missionare Fridolin von Säckingen und Gallus bei der Christianisierung zu unterstützen. Die Jungfrauen begleiteten die Heilige auf ihrer Fahrt nach Köln.
Auf dem Reiseabschnitt nach Basel erkrankten sie und starben in Rappersweier in der Nähe von Eichsel. Sie wurden daher in Eichsel begraben. Die Beisetzung erfolgte jedoch offenbar in bereits christianisierter Zeit, da ihre Gräber innerhalb der heutigen Kirche liegen, dicht an der Außenwand. Bald darauf ereigneten sich an ihren Gräbern angeblich Wunder.

### Mägdebrunnen und Jungfrauenbrunnen

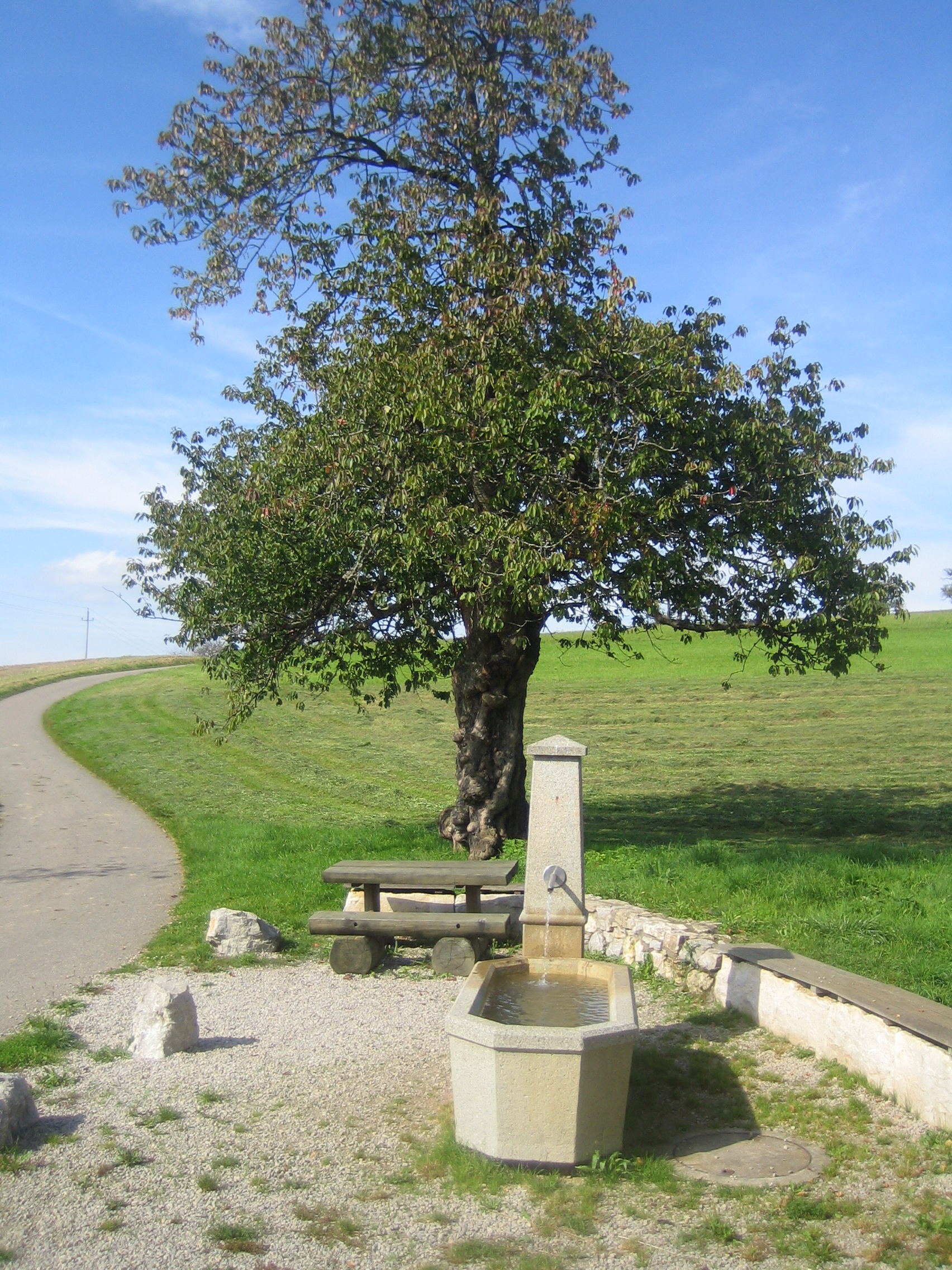
Der Mägdebrunnen zwischen Eichsel und Adelhausen

In den Akten zum Prozess von 1504 die 1726 publiziert wurden, sind auch die Aussagen mehrerer Zeugen enthalten, die von der Überlieferung berichteten, dass eine der drei Jungfrauen auf dem Weg nach Rapprechtsweier großen Durst bekam und ihren Wanderstab in den Boden steckte, worauf dort eine Quelle entsprungen sei. Mindestens seit 1839 gibt es dort – auf der Gemarkung des Rheinfelder Ortsteils Adelhausen – einen Brunnen.
Dieser Mägdebrunnen ist heute ein Kleindenkmal zwischen Eichsel und Adelhausen und wurde 2011 neu gestaltet.
Das Thema der drei heiligen Jungfrauen wird auch mit der Brunnenfigur eines von Paul Ibenthaler konzipierten Dorfbrunnens (Jungfrauenbrunnen) in Eichsel aufgenommen. Der Brunnen wurde 1978 beim Gemeindezentrum in Obereichsel aufgestellt, in der Nähe der Kirche.

### Die Legende in der Version von Hermann Crombach
Der Kirchenhistoriker Hermann Crombach publizierte 1647 eine Version der Heiligenlegende nach der vier Jungfrauen aus dem Gefolge der Heiligen Ursula auf der Rückreise nach Köln in die Gegend von Augusta Raurica kamen. Christiana, die vierte der Jungfrauen, verstarb zuerst. Man legte sie auf einen Wagen, der von jungen Rindern auf die Höhe des Dinkelbergs gezogen wurde. Dort bei der heutigen St. Chrischona-Kirche wurde sie begraben. Die drei übrigen verstarben bei Rapprechtsweier. Man legte die Leichen auf einen Wagen, vor den zwei junge Kühe gespannt wurden, und ließ diese laufen, so wie die Jungfrauen es vor ihrem Tod gewünscht hatten. Dort wo die Kühe mit dem Wagen anhielten wurden die Jungfrauen begraben – in Eichsel. Crombach berichtete über eine Reihe von Heilungen, die allein schon durch das Gelübde das Grab der Jungfrauen zu besuchen und Kerzen zu opfern, bewirkt worden sein sollen.

## Wallfahrt – Prozession – Volksfest
1504 wurde die Verehrung der Jungfrauen als Heilige durch eine Untersuchungskommission unter Leitung des päpstlichen Legaten Kardinal Raimund Peraudi überprüft und ihre Gebeine in Reliquiaren in der Eichsler Kirche St. Gallus neu bestattet. Damit wurde ihre volksfrömmige Verehrung faktisch offiziell abgesegnet. Über 5000 Gläubige kamen damals nach Eichsel, um die offizielle Erhebung zu Heiligen mitzuerleben. In der Folgezeit entwickelte sich daraus eine regional bedeutende Wallfahrt. Infolge der vielen jährlich am Fest der Heiligen Jungfrauen in Eichsel zusammenströmenden Menschen entwickelte sich darüber hinaus geradezu ein Volksfestcharakter mit Jahrmarkt, Buden, Musik und Tanz.
Am 15. Oktober 1820 beantragte der bisherige Vikar, Alois Link, beim Verweser des Bistums Konstanz, Hermann von Vicari, das Fest zu verbieten, „da bei diesem Fest viel missbräuliches eingeschlichen ist, und die Verbreitung dieser Legende nicht geduldet werden kann“.
Am 18. Januar 1821 erfolgte das formelle Verbot. Ein Schriftwechsel von 1826 belegt jedoch, dass zumindest der Jahrmarkt trotz Verbot weiterhin abgehalten wurde. Auch ein Bericht von 1852 zeigt, dass das Fest weiterhin stattfand, wenn auch ohne Prozession. Der Eichsler Pfarrer Schreiber bemühte sich 1852 um eine würdigere Unterbringung der Reliquien der drei Jungfrauen.
Am 15. Juni 1869 genehmigte das nun zuständige Erzbistum Freiburg durch seinen Kapitularvikar, Lothar von Kübel, das Fest wieder mit Festpredigt und Hochamt zu feiern. „Die Enthüllung der Reliquien darf nicht unterbleiben; auch die herkömmliche feierliche Communion der Jungfrauen ist beizubehalten.“ Es wird seither in der noch heute bestehenden Form gefeiert.
Seit ein paar Jahren findet wieder ein kleiner Markt statt.

## Der Eichsler Umgang

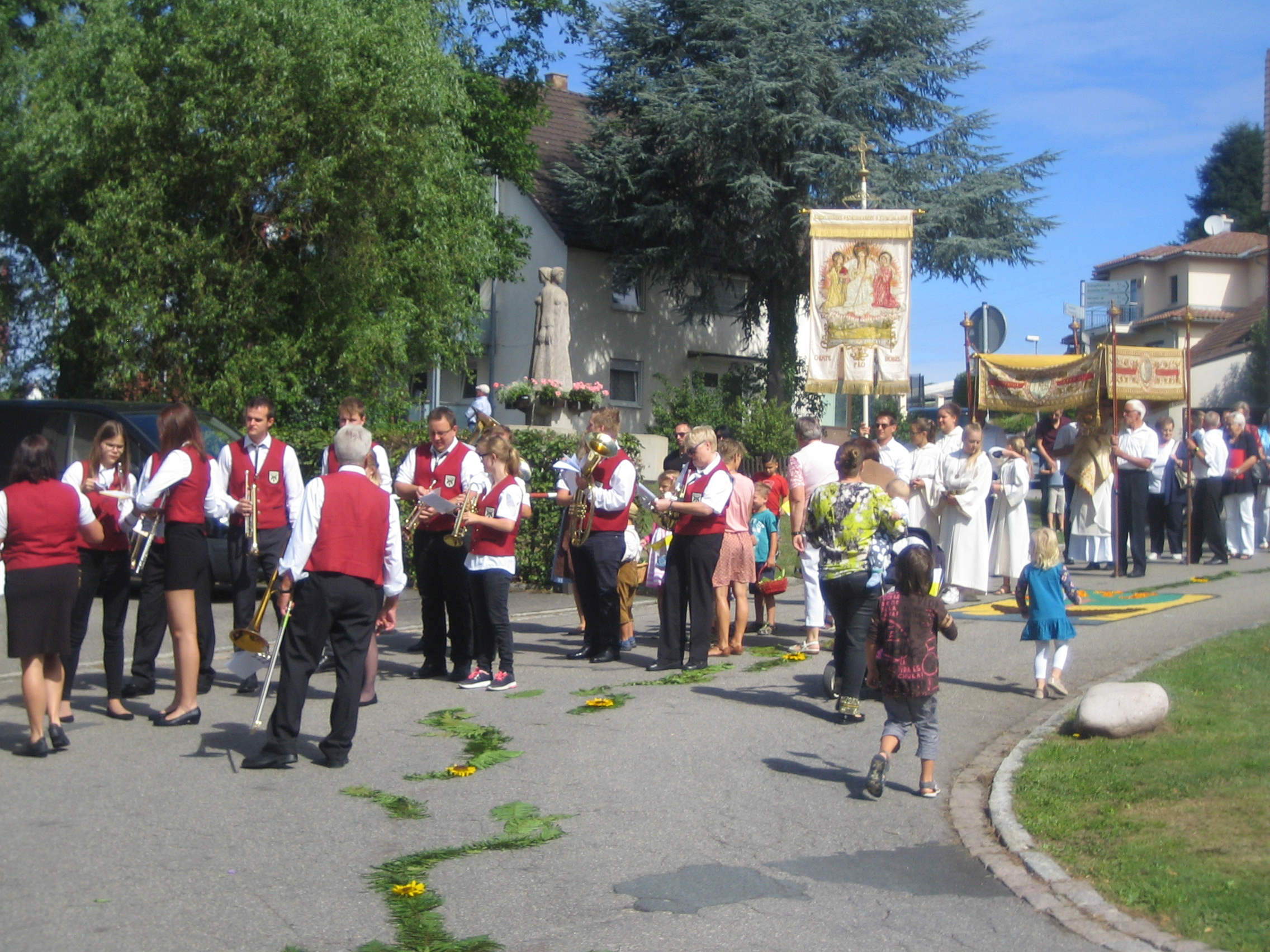
Eichsler Umgang (2017)

Jährlich am dritten Sonntag im Juli findet seither zu Ehren der Heiligen Jungfrauen der „Eichsler Umgang“ statt. Am Tag des Umgangs werden liebevoll Blumenteppiche ausgelegt, hernach findet ein Festgottesdienst statt und anschließend die Prozession, die einen Weg von knapp einem Kilometer zurücklegt. Nach diesem kirchlichen Teil des Umgangs findet ein Dorffest statt. Der Eichsler Umgang ist auch heute noch ein Anziehungspunkt für die Bevölkerung aus weitem Umkreis.
Aus Anlass des 500. Jahrestages des Eichsler Umgangs zelebrierte 2004 Weihbischof Bernd Uhl von der Erzdiözese Freiburg in der überfüllten Kirche den Festgottesdienst.